# Клод Льолуш
Клод Льолуш (на френски: Claude Lelouch) е френски режисьор, сценарист, оператор и актьор. 

## Биография
Клод Льолуш е роден на 30 октомври 1937 г. в Париж. Бащата Симон Льолуш е евреин от Алжир, а майката Шарлот. Дебютира като оператор на късометражни филми. На 13 години получава наградата за дебютния конкурс на филмовия фестивал в Кан. През 1956 г. Клод Льолуш става автор на филм за СССР „When the Curtain Rises“, който заснема със скрита камера, филмът е закупен за излъчване по френската телевизия. Дебютът му като режисьор е филмът „Човешката същност“ (1961) няма голям успех.
На снимачната площадка на филма „Летят жерави“ (1957) е като асистент оператор, той работи два дни като филмов ентусиаст от Франция, който е дошъл в Москва с туристическа група и случайно отишъл във филмовото студио „Мосфилм“.
През 1966 г. Клод Льолуш заснема филма „Един мъж и една жена“, който му донася световна слава и награда на „Златна палма“ на филмовия фестивал в Кан и два Оскар за най-добър чуждоезичен филм и за най-добър оригинален сценарий. Льолуш е автор на сценария, режисьор, продуцент и оператор на филма. Основните роли са изиграни от Жан-Луи Трентинян и Анук Еме, а музиката за филма е написана от Франсис Ле.
През следващите години Льолуш работи като независим кинорежисьор и прави филми с помощта на собствената си филмова компания Films 13 (fr. Les Films 13).
Филмът „Пътят на едно разглезено дете“ (1988) г. печели две награди „Сезар“ - за главната мъжка роля (Жан-Пол Белмондо) и за музиката на филма (Франсис Ле). Въз основа на романа на Виктор Юго, филма „Клетниците“ (1995) е отличен с наградата „Златен глобус“ за най-добър чуждоезичен филм.

## Избрана филмография
| Година | Филм                                     | Оригинално заглавие                    | Бележки        |
| ------ | ---------------------------------------- | -------------------------------------- | -------------- |
| 1966   | Един мъж и една жена                     | Un homme et une femme                  | „Златна палма“ |
| 1969   | Човекът, който ми харесва                | Un homme qui me plaît                  |                |
| 1972   | Приключението си е приключение           | L’aventure c’est l’aventure            |                |
| 1973   | Честита Нова година                      | La Bonne Année                         |                |
| 1973   | Досадата                                 | L’Emmerdeur                            |                |
| 1975   | Котката и мишката                        | Le chat et la souris                   |                |
| 1984   | Да живее животът                         | Vive la vie                            |                |
| 1985   | Отиване, завръщане                       | Partir, Revenir                        |                |
| 1986   | Един мъж и една жена: 20 години по-късно | Un homme et une femme : vingt ans déjà |                |
| 1988   | Пътят на едно разглезено дете            | Itineraire D'Un Enfant Gate            |                |
| 1995   | Клетниците на XX век                     | Les Misérables                         |                |